# Івано-Франківський краєзнавчий музей
Івано-Франківський краєзнавчий музей — краєзнавчий музей у м. Івано-Франківську (Івано-Франківська область, Україна). Це один із найбільших музеїв регіону, що представляє багаті колекції з історії, етнографії, археології, мистецтва та природи Прикарпаття. Музей має значну науково-дослідну базу, проводить виставки, просвітницьку роботу та популяризує культурну спадщину регіону.

## Історія
Відкриття майбутнього Івано-Франківського краєзнавчого музею відбулося 1 травня 1940 р. в будинку по вул. Галицька, 7 (тепер бібліотека медичного університету, сучасна адреса Галицька, 7а). Тут працювали відділи: історичний, природознавчий, народної творчості. Фонди музею налічували 10565 одиниць збереження, куди ввійшли збірки Покутського музею, музею Гуцульщина  в с. Жаб'є (тепер смт Верховина) та окремі приватні колекції. При музеї були книгозбірня й архів.
Весною 1941 р. музей організував археологічні розкопки у с. Крилосі Галицького району. На Юріївській горі було знайдено староруське поселення.
На початку Другої світової війни найцінніші експонати завантажили у вагон і вивезли на схід. Більше про них ніхто не чув. У квітні 1944 р., в час німецької окупації, неподалік будівлі влучив вибуховий пристрій і пошкодив приміщення. На деякий час відкрився доступ до музейних цінностей, і частину їх розікрали.
Після завершення Другої світової війни, в час становлення радянської влади, на початку 50-х рр. фондам музею заподіяли значку шкоду: в 1952 р. списано і знищено 2927 експонатів «ворожих радянській владі та матеріалістичному світогляді трудящих», в 1953 р. до Києва передали 600 експонатів (їхня доля невідома, документів, куди їх вивезли, не знайдено).
В травні 1957 р. музейні експозиції передано в приміщення міської ратуші. 26 квітня 1959 р., після ремонту, в ратуші відкрили нову експозицію. Теперішню міську ратушу споруджували впродовж 1929-1935 рр. Призначення ратуші було не тільки під «крамниці і дешеві ресторани», а також згідно з проєктом, на другому і третьому поверхах мав розміститися майбутній Покутський музей, міська бібліотека і архів. Архітектором споруди був Станіслав Треля. Зведено будівлю у тодішньому стилі модернізму в основі якої хрест, з перетину здіймається вежа, яка завершується куполом у вигляді військового шолома.
Загальна висота ратуші 49,5 м. Шолом ратуші перекритий міддю і позолотами. Івано-Франківська ратуша – єдина споруда громадського призначення в Україні з позолоченим верхом.

## Діяльність
Науково-дослідна робота є основою практично всієї діяльності музею. Це – і наукове комплектування фондів, наукова організація обліку, збереження, консервація і реставрація колекцій.
Фонд Івано-Франківського краєзнавчого поділено на 31 групу: археологія, одяг, дерево, кераміка, витинанка, в’язання, писанка, філателія, ікони, скульптура, документи тощо.
Співробітники Івано-Франківського краєзнавчого музею здійснюють видавничу діяльність. Публікація буклетів, проспектів, запрошень, каталогів виставок, путівників по музею і його філіях – це багатий і цікавий доробок краєзнавців.
В Івано-Франківському краєзнавчому музеї систематично відбуваються наукові, науково-практичні конференції, краєзнавчі читання, результатом яких є видання відповідних матеріалів. Учасниками конференцій є також працівники інших наукових установ.
З 1993 р. видано 15 номерів «Наукових записок», наукового видання установи з актуальних проблем історичної науки, історії і природи краю, розвитку музейництва та ін. Щорічні 2-3 науково-теоретичні та науково-практичні конференції за різною тематикою: музеєзнавчі, краєзнавчі, етнографічні та присвячені ювілейним і знаменитим датам є результатом друку. До прикладу, «Прикарпаття в роки Першої світової війни 1914-1918 років» (2015), «Екологічні проблеми Прикарпаття» (2017), «Пам’ятки Прикарпаття: стан збереження та популяризація» (2018), «Сучасні акценти музейництва. Історія, здобутки, перспективи» (2018), «Традиційна культура Західного регіону в контексті культурної політики України: сучасний стан, проблеми, перспективи» (2019).
Музей здійснює експозиційну та виставкову діяльність. Головною формою науково-освітньої роботи в музеї є екскурсія.
Івано-Франківський краєзнавчий музей співпрацює з Державним архівом Івано-Франківської області, вищими навчальними закладами міста, Івано-Франківською обласною універсальною науковою бібліотекою імені І. Франка, Івано-Франківською обласною бібліотекою для юнацтва, Івано-Франківською обласною організацією Національної спілки краєзнавців України, Науковим товариством ім. Шевченка, Українським товариством охорони пам’яток історії та культури, Навчально-методичним центром культури і туризму Прикарпаття, Обласним державним центром науково-технічної творчості учнівської молоді, Міським центром дитячої та юнацької творчості, Івано-Франківським державним центром естетичного виховання, Народним домом «Княгинин».
Щорічно музей відвідують близько 120 тис. осіб.

## Відділи музею
Експозиційними відділами музею є: природи, археології, історії та народного мистецтва. Також в музеї працюють відділи: фондів, реставрації, науково-методичний, науково-освітній, реклами, друку та інформації.

### Відділ природи

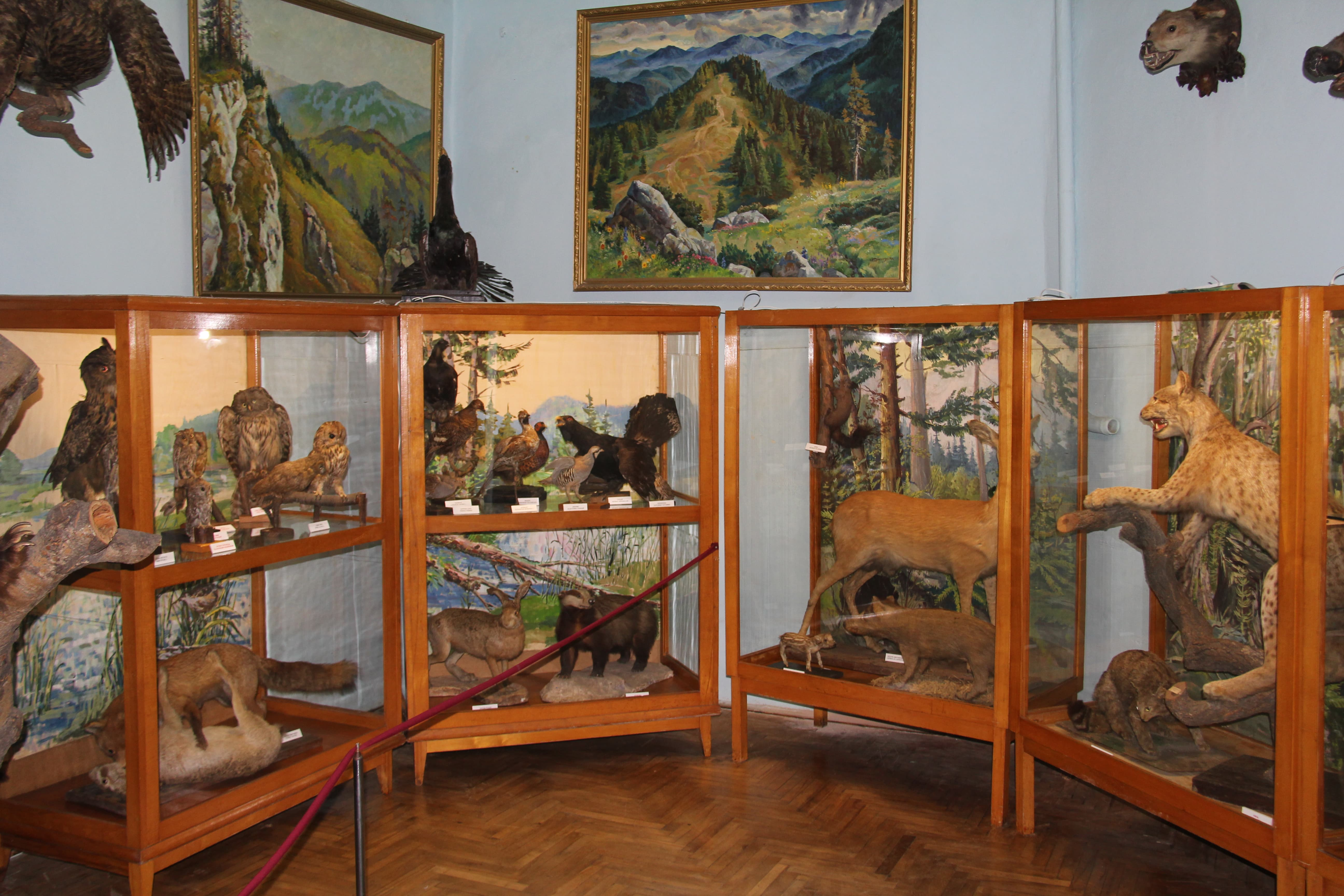
Відділ природи ІФКМ

Експозиція відділу знайомить відвідувачів з природними особливостями та біологічним різноманіттям Івано-Франківщини. Тут представлено зразки порід та мінералів, скам’янілості та відбитки тварин, що жили в давні геологічні часи. Особливості рельєфу Прикарпаття розкрито за допомогою гіпсометричної карти і геологічної колекції. Увагою відвідувачів користується зал, де представлено тваринний світ краю, зокрема ті види, які занесені до Червоної книги.

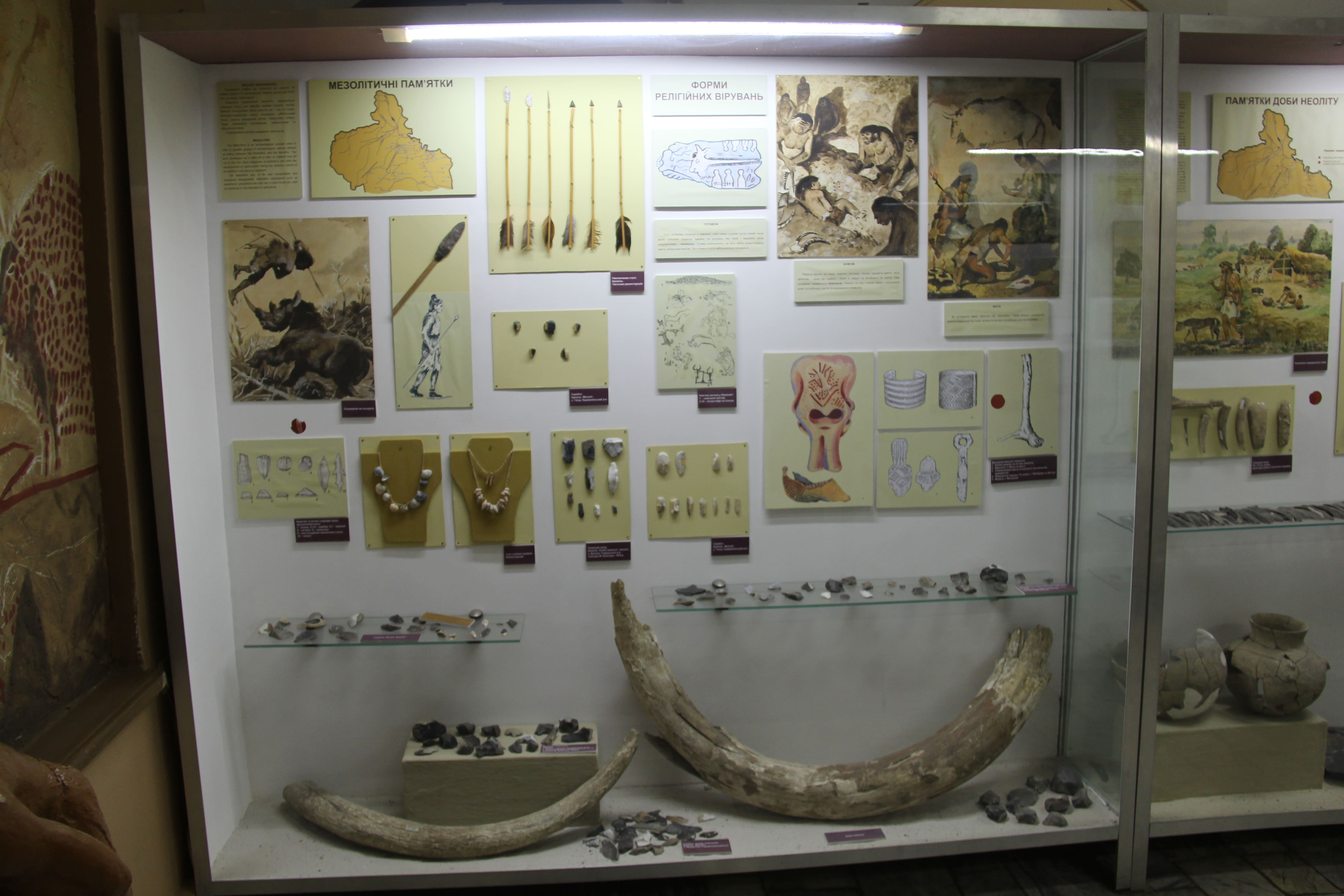
Відділ археології ІФКМ

### Відділ археології
В експозиції відділу археології представлені археологічні культури кам’яної доби, доби міді, бронзи та заліза. Зокрема висвітлюються культури неолітичної доби: лінійно-стрічкової кераміки, трипільської культури. В епоху бронзи на території Прикарпаття жили племена культури шнурової кераміки, комарівської культури, культури Ноа, фракійського гальштату та інші. В ранньоримський час Прикарпаття заселяли племена черняхівської, липицької культур. Знахідки даних культур є у вітринах музею. В експозиції представлені також пам’ятки пшеворської культури.

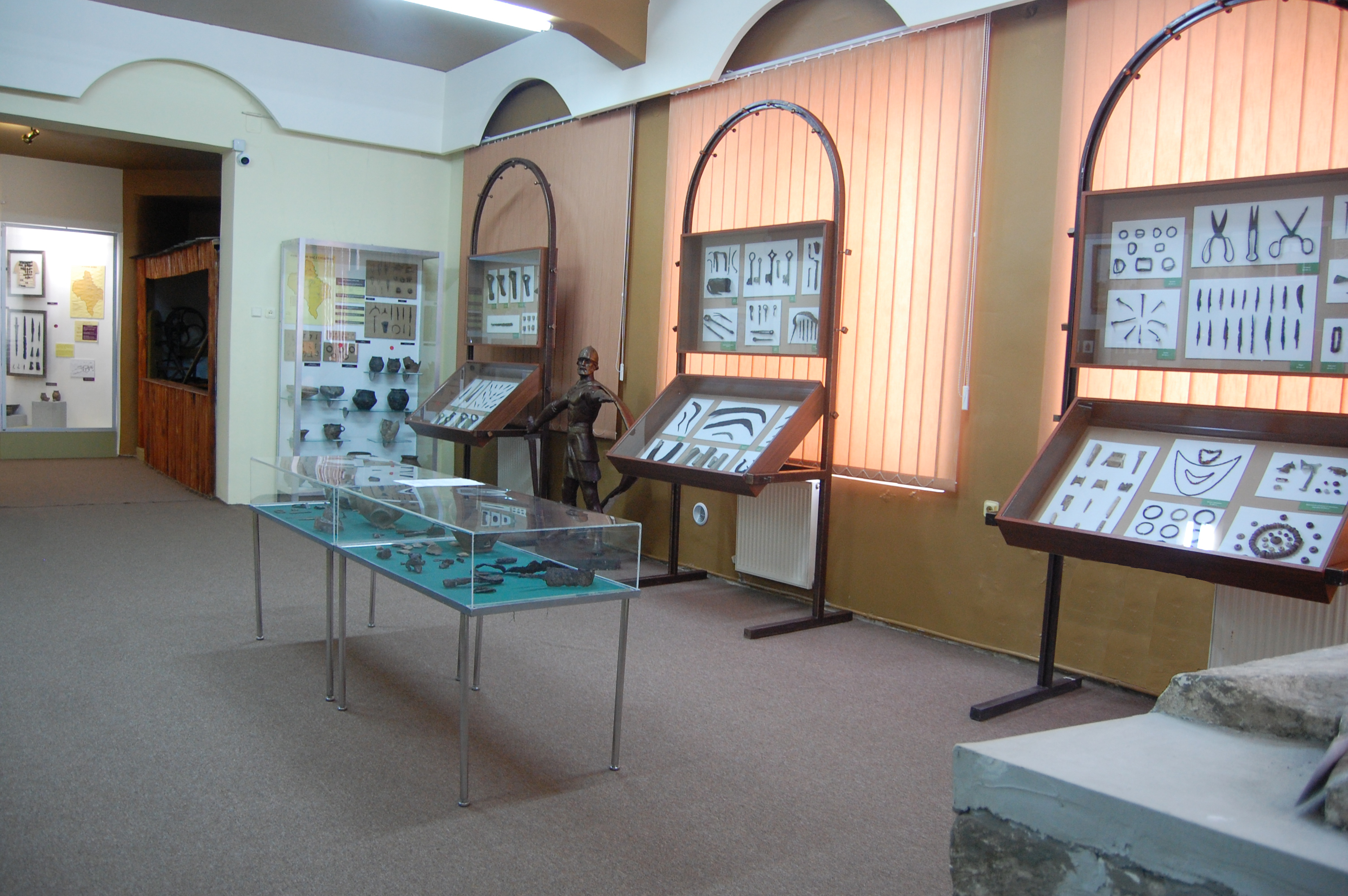
Відділ історії ІФКМ

### Відділ історії
Експозиція відділу історії охоплює період від Галицького князівства та Галицько-Волинської держави до початку XXІ ст. В залах є цікаві знахідки, виявлені під час досліджень літописної Галичиної могили.
У музеї зберігається унікальний експонат – кам’яний саркофаг, в якому було поховано князя Ярослава Осмомисла. У вітринах також можна побачити зразки культової давньоруської дрібної металопластики, вироби місцевих ремісників, зброю тощо.
В одному з експозиційних залів  висвітлено історію заснування та розвитку міста Станиславова (Івано-Франківська).
Відділ історії XX ст. презентує Першу світову війну та ЗУНР. Тут також є експонати часу Другої світової війни та УПА.
Експозиція ХХІ ст. представляє сучасну російсько-українську війну. Музей продовжує збирати речі для поповнення колекції експонатів військового вторгнення росії.
Також в музеї представлено сільський та міський побут кінця XIX — початку XX ст.

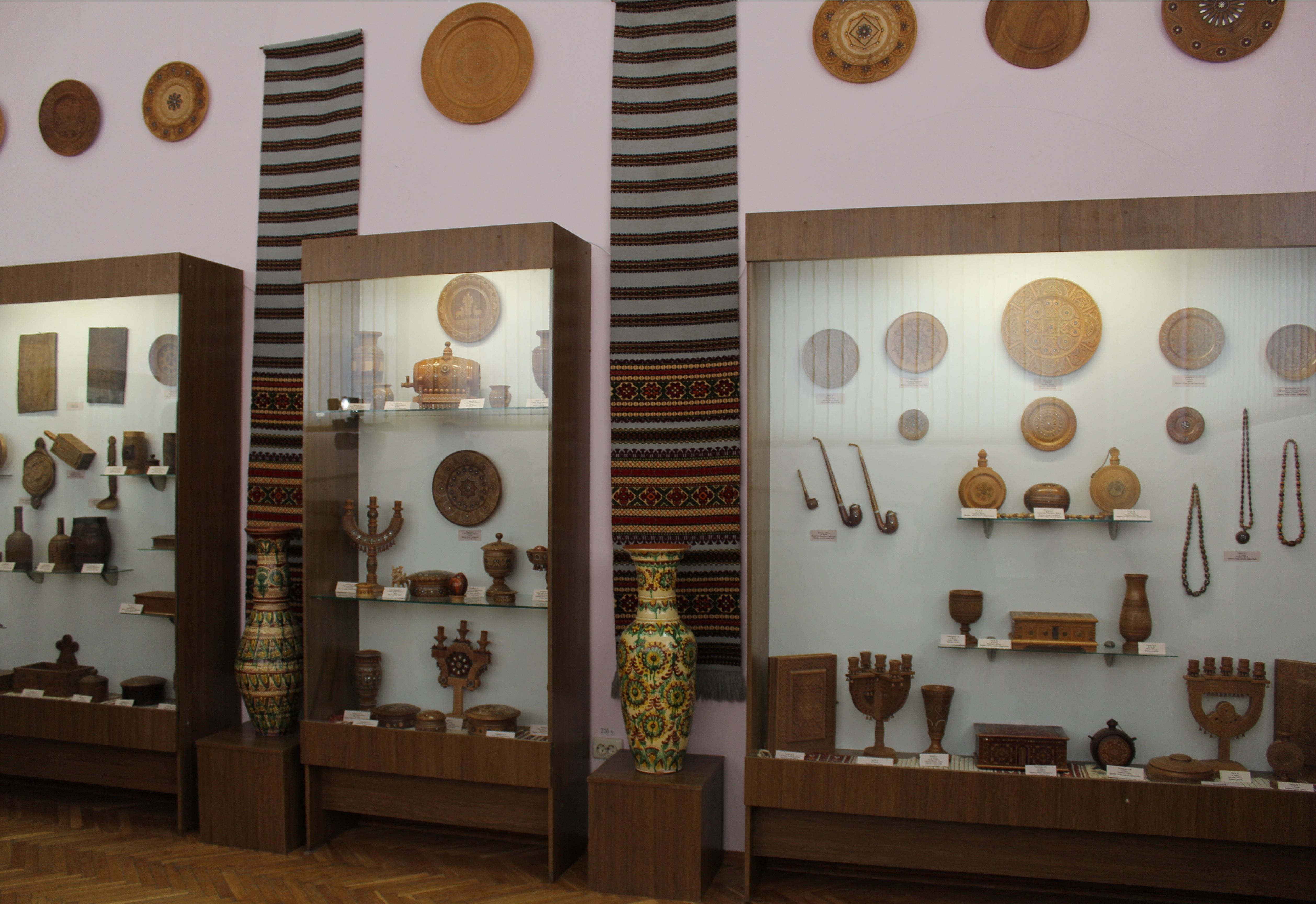
Відділ народного мистецтва ІФКМ

### Відділ народного мистецтва
Експозиція відділу народного мистецтва знайомить з такими видами народної творчості як: ткацтво, вшивка, різьба по дереву, художня обробка металу та шкіри, кераміка. Особливої уваги заслуговує косівська кераміка, внесена до Репрезентативного списку світової спадщини ЮНЕСКО. В залах представлені твори знаних майстрів гончарного мистецтва середини XIX ст. П. Кошака та кахлі О. Бахматюка. Окремо показане народне вбрання чотирьох етнографічних регіонів Прикарпатського краю: Гуцульщини, Бойківщини, Покуття, Опілля. Глядачі також можуть ознайомитися з колекцією писанок, ґерданів, силянок.

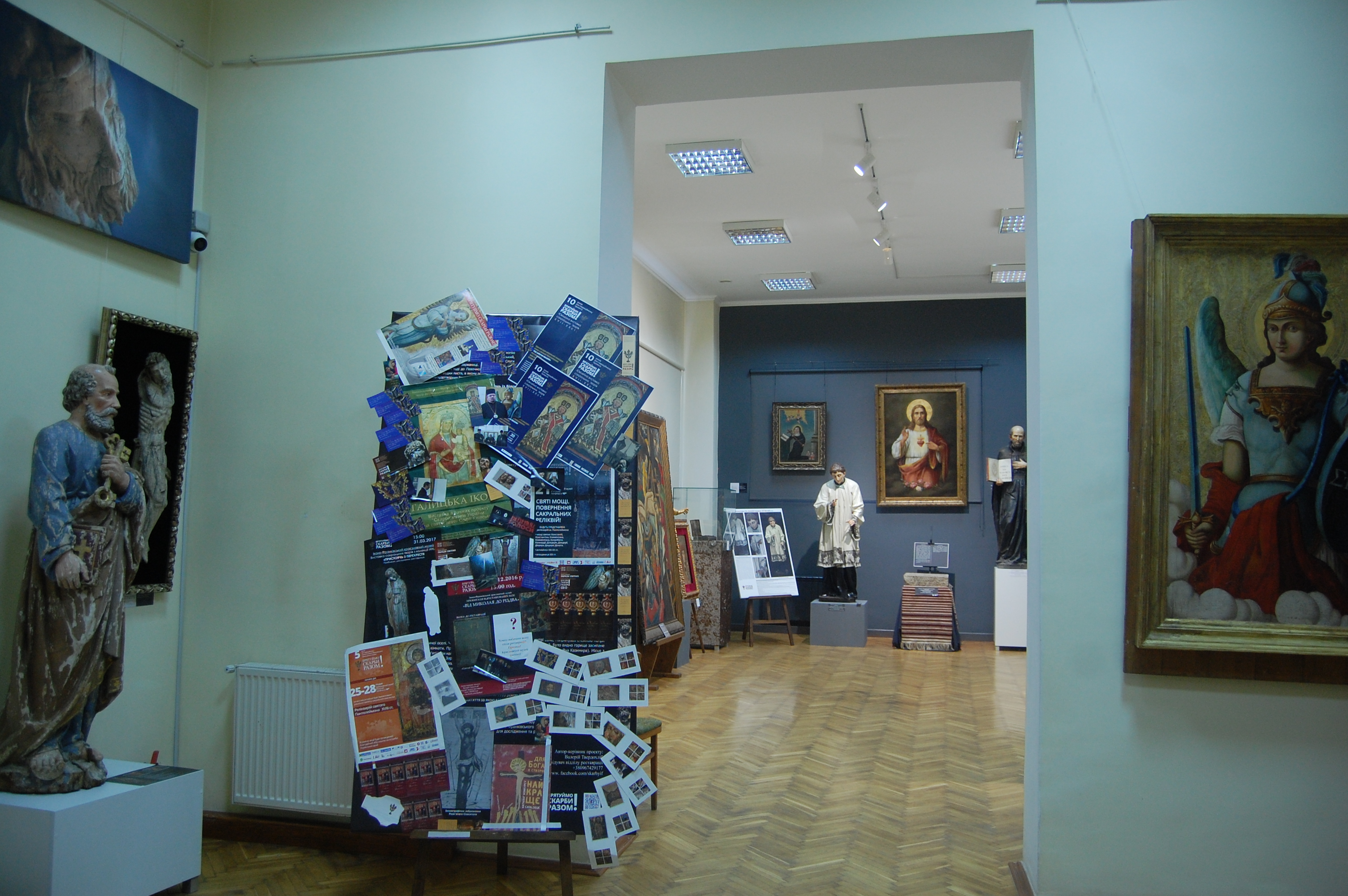
Зал сакрального мистецтва ІФКМ

### Відділ реставрації
В залах Івано-Франківського краєзнавчого музею представлено твори сакрального мистецтва, які репрезентують зразки західноукраїнського професійного та народно-ремісничого малярства. Фондова збірка, зокрема ікони XVI-XX ст., яка в основному походила  з колишнього музею атеїзму Івано-Франківська (ліквідований в 1991 р.), була на грані знищення. В 2009 р. розпочато фандрайзинговий проект «Врятуймо скарби разом!», метою якого стало збереження та популяризація найцінніших творів сакрального мистецтва Галичини фондової збірки ІФКМ. Автором проекту порятунку сакральних творів «Врятуймо скарби разом!» є реставратор Валерій Твердохліб. Сенсаційною знахідкою, яка роками перебувала в запасниках ІФКМ, стала ікона 1773 р. «Спас на престолі» з геніального  фільму Сергія Параджанова «Тіні забутих предків».
З 28 липня 2022 р. в залі сакрального мистецтва діє динамічний арт-проєкт "Бог між нами! Переможемо разом!"

## Освітній простір в Івано-Франківському краєзнавчому музеї
В Івано-Франківському краєзнавчому музеї створено освітній мобільний мультимедійний простір для проведення інтерактивних уроків для учнів, лекцій та методичних семінарів для студентів, проведення майстер-класів та різноманітних воркшопів тощо.

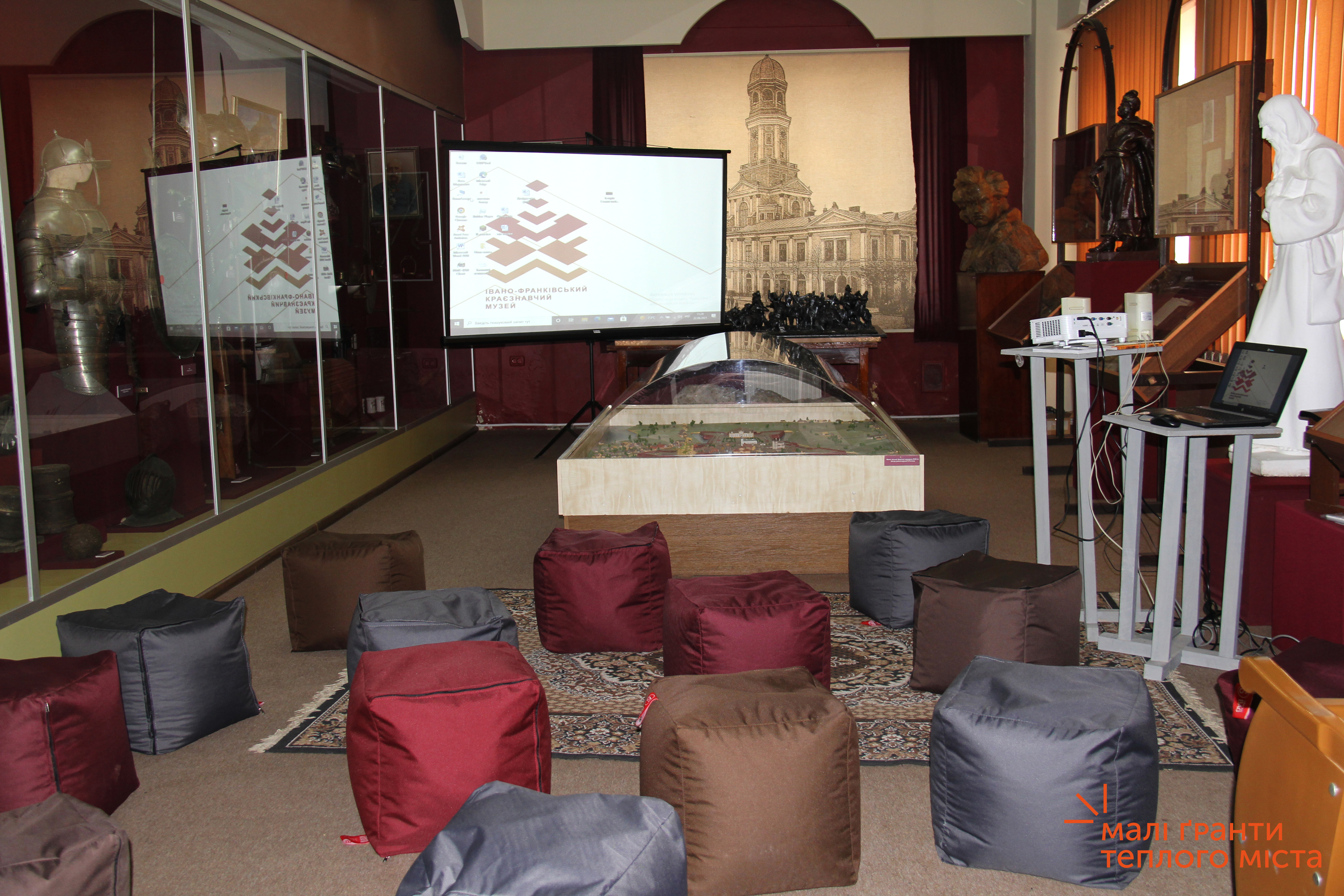
Освітній простір

Івано-Франківський краєзнавчий музей – це музей комплексного типу, який володіє колекціями з палеонтології, геології, зоології, археології, історії, етнографії, мистецтва. Таким чином, на базі музею можна проводити заняття з географії, біології, екології, археології, історії, етнографії, мистецтвознавства та культурології. В ІФКМ створена ще одна можливість зацікавити дітей та молодь, сприяти їхньому подальшому навчанню.
Проект «Освітній простір в Івано-Франківському краєзнавчому музеї» став переможцем у весняній хвилі «Малі Ґранти Теплого Міста» (2021). Сума фінансування: 20 000 грн. Тематичний напрям: прогресивна освіта. За кошти ґранту придбано безкаркасний проектор та крісла-пуфи.

## Філії музею
- Літературний музей Прикарпаття в м. Івано-Франківськ;
- Історико-краєзнавчий музей М. Грушевського у с.  Криворівня;
- Літературно-меморіальний музей І. Франка у с. Криворівня;
- Музей «Хата-ґражда» у с. Криворівня;
- Літературно-меморіальний музей Л. Мартовича у с. Торговиця;
- Історико-краєзнавчий музей О. Довбуша в смт Печеніжин;
- Історико-краєзнавчий музей «Гуцульщина» у смт Верховина.